# Heinrich Wild
Heinrich Wild (ur. 17 grudnia 1833 w Uster, zm. 5 września 1902 w Zurychu) – szwajcarski fizyk i meteorolog, profesor Uniwersytetu w Bernie, członek Peterburskiej Akademii Nauk. 
Skonstruował wiele nowych przyrządów pomiarowych znajdujących zastosowanie w fizyce i meteorologii, między innymi polarymetr, wiatromierz Wilda, ewaporometr. Wild był dyrektorem Głównego Obserwatorium Fizycznego w
Petersbursku. W dużym stopniu przyczynił się on do organizacji sieci meteorologicznej w Imperium Rosyjskim.